# 重松薬房
株式会社重松薬房（かさまつやくぼう）は、長崎県諫早市小船越町1076に本社を置く、医薬品・一般用医薬品・医療機器卸を主に取り扱う企業である。現在は、アステムグループの「藤村薬品」である。

## 概要
- 設立:1946年（昭和21年）10月10日
- 代表取締役会長　　重松為治
- 代表取締役社長　　森西政義
- 資本金　1,800万円

## 大株主
- 森西政義39％
- カサマツ17％
- 重松本店6％
- 北島重義5％

## 沿革
- 昭和56年6月「藤村薬品（株）」に吸収合併され「諫早支店」として発足

## 事業所
- 長崎支店・長崎県長崎市田中町2022
- 大村営業所・長崎県大村市松並2-926

## 主な取引メーカー
- 武田薬品36％
- 日本ケミファ14％
- キッセイ薬品8％
- 東京田辺製薬8％
- ブリストル6％
- 持田製薬5％
- 菱山4％
- 小野薬品3％